# سیکامور (جورجیا)
سیکامور، جورجیا (به انگلیسی: Sycamore, Georgia) یک شهر در ایالات متحده آمریکا با جمعیت ۴۹۶ نفر است که در جورجیا واقع شده‌است.

## موقعیت جغرافیایی
موقعیت جغرافیایی شهرها و مناطق اطراف به شرح زیر است: